# Follow That Egg!
Follow That Egg! is aflevering 137 (#910) van de animatieserie South Park. Deze aflevering werd in Amerika voor het eerst uitgezonden op 2 november 2005.

## Verhaal
In deze episode paart Mrs. Garrison alle jongens en meisjes van haar klas en geeft elk paar een ei. Ze moeten voor hun ei zorgen als een baby. Stan Marsh is bang dat hij met zijn ex-vriendin, Wendy Testaburger voor het ei moet gaan zorgen, want hij heeft niet met haar gesproken sinds Wendy het uitmaakte. Echter, Wendy wordt samen met Kyle Broflovski gepaard, terwijl Stan gepaard is met Bebe Stevens. Stan wordt jaloers op Kyle en denkt dat hij en Wendy iets hebben. Daardoor verwaarloost Stan, tot ergernis van Bebe, zijn ei.
Ondertussen denkt Mrs. Garrison, die Stan in de gaten heeft gehouden, terug aan haar oude vriendje, Mr. Slave, die het uitmaakte toen Garrison zich tot een vrouw liet ombouwen. Mrs. Garrison probeert Mr. Slave terug te krijgen, maar dan zegt Mr. Slave dat hij met Big Gay Al wil trouwen zodra de gouverneur uit Colorado het homohuwelijk legaal maakt. Mrs. Garrison besluit voor haarzelf om alles wat ze kan te doen om het homohuwelijk verboden te maken, hopend dat Mr. Slave, die dan niet met Big Gay Al kan trouwen, dan met haar trouwt.
De gouverneur zegt dat iemand een studie moet doen over of homofamilies geen gezin kunnen houden. Naar de uitslag van die studie zal de gouverneur het illegaal of legaal maken. Mrs. Garrison doet daarna Stan en Kyle bij elkaar en Wendy en Bebe bij elkaar, hopend dat Stan dat ei ook zal verwaarlozen en dat Stan het ei zal breken zodat ze de resultaten aan de gouverneur kan geven.
Wendy wordt bang omdat Stan en Kyle nu het ei hebben dat eigenlijk van haar en Kyle was. Dat blijkt niet onterecht: Stan is nog steeds boos over Kyle's “pogingen” Wendy te versieren en Kyle is een beetje verward over Stans gedrag. Eric Cartman breekt zijn ei en vraagt aan Mrs. Garrison om zijn partner een voldoende te geven, omdat het niet haar fout was. Hij verdient volgens zichzelf een onvoldoende. Maar Garrison is bang dat het haar kan benadelen als de gouverneur zijn oordeel geeft over het homohuwelijk, en ze geeft Cartman een nieuw ei. Garrison heeft plannen om de laatste ei controle voor het gebouw van gouverneur te doen. Ook, om er zeker van te zijn dat Stan en Kyles ei gebroken is als ze het laten zijn, huurt ze een huurmoordenaar in om het ei te vernietigen. Terwijl Stan aan het opscheppen is aan de telefoon tegen Kyle hoe goed hij voor het ei heeft gezorgd, schiet de huurmoordenaar op het ei en het spat in stukjes in elkaar.
Stan vertelt Kyle om een relatie met Wendy te krijgen. Maar Kyle vertelt dat hij, vanwege Stans kwaliteiten als een ouder, hem een nep-ei gaf en het echte ei veilig heeft. Hij vertelt Stan ook dat hij nooit geïnteresseerd was in Wendy. De twee jongens haasten zich naar het gebouw van de gouverneur en bellen Mrs. Garrison dat hun ei oké is en dat ze eraan komen. Garrison zegt tegen de huurmoordenaar dat hij het ei moet vernietigen voor het op het podium komt. Het lukt de jongens, zij het wat gehavend, het podium te bereiken en het te laten zien. Het is beslist het homohuwelijk is legaal in South Park.
De episode eindigt met Mr. Slave en Big Gay Al die trouwen. Randy Marsh feliciteert Stan en Kyle voor wat ze hebben gedaan voor het homohuwelijk. Wendy biedt haar excuses aan tegen Stan omdat ze hem verliet. Maar Stan zegt dat het hem niks uitmaakt wat Wendy denkt.